# Yasutaka Uchiyama
Yasutaka Uchiyama (japanisch 内山 靖崇 Uchiyama Yasutaka; * 5. August 1992 in Sapporo) ist ein japanischer Tennisspieler.

## Karriere
Yasutaka Uchiyama spielt hauptsächlich auf der ATP Challenger Tour und der ITF Future Tour. Er feierte bislang fünf Einzel- und sechs Doppelsiege auf der Future Tour. Auf der Challenger Tour gewann er bis jetzt drei Titel, davon einen im Einzel und zwei im Doppel.
Yasutaka Uchiyama spielt seit 2013 für die japanische Davis-Cup-Mannschaft. Für diese trat er in zehn Begegnungen an, wobei er im Einzel eine Bilanz von 2:1 und eine Doppelbilanz von 2:8 aufzuweisen hat.

## Erfolge
| Legende (Anzahl der Siege)  |
| Grand Slam                  |
| ATP World Tour Finals       |
| ATP World Tour Masters 1000 |
| ATP World Tour 500 (1)      |
| ATP World Tour 250          |
| ATP Challenger Tour (11)    |

| ATP-Titel nach Belag |
| Hartplatz (1)        |
| Sand (0)             |
| Rasen (0)            |

### Einzel

#### Turniersiege
| Nr. | Datum              | Turnier          | Belag         | Finalgegner     | Ergebnis       |
| --- | ------------------ | ---------------- | ------------- | --------------- | -------------- |
| 1.  | 26. Februar 2017   | Kyōto            | Hartplatz (i) | Blaž Kavčič     | 6:3, 6:4       |
| 2.  | 4. März 2018       | Yokohama         | Hartplatz     | Tatsuma Itō     | 2:6, 6:3, 6:4  |
| 3.  | 9. September 2018  | Zhangjiagang (1) | Hartplatz     | Jason Jung      | 6:2, 6:2       |
| 4.  | 15. September 2019 | Shanghai         | Hartplatz     | Wu Di           | 6:4, 7:64      |
| 5.  | 20. Oktober 2019   | Ningbo           | Hartplatz     | Steven Diez     | 6:1, 6:3       |
| 6.  | 14. April 2024     | Busan            | Hartplatz     | Hong Seong-chan | 7:64, 6:3      |
| 7.  | 1. September 2024  | Zhangjiagang (2) | Hartplatz     | Mark Lajal      | 6:74, 6:2, 6:2 |

### Doppel

#### Turniersiege

##### ATP World Tour
| Nr. | Datum           | Turnier | Belag     | Partner       | Finalgegner               | Ergebnis  |
| --- | --------------- | ------- | --------- | ------------- | ------------------------- | --------- |
| 1.  | 8. Oktober 2017 | Tokio   | Hartplatz | Ben McLachlan | Jamie Murray Bruno Soares | 6:4, 7:61 |

##### ATP Challenger Tour
| Nr. | Datum             | Turnier | Belag         | Partner          | Finalgegner                               | Ergebnis         |
| --- | ----------------- | ------- | ------------- | ---------------- | ----------------------------------------- | ---------------- |
| 1.  | 26. Januar 2014   | Maui    | Hartplatz     | Denis Kudla      | Daniel Kosakowski Nicolas Meister         | 6:3, 6:2         |
| 2.  | 22. November 2014 | Toyota  | Teppich (i)   | Toshihide Matsui | Bumpei Satō Yang Tsung-hua                | 7:66, 6:2        |
| 3.  | 11. November 2017 | Kōbe    | Hartplatz (i) | Ben McLachlan    | Jeevan Nedunchezhiyan Christopher Rungkat | 4:6, 6:3, [10:8] |
| 4.  | 30. April 2023    | Seoul   | Hartplatz     | Max Purcell      | Chung Yun-seong Yūta Shimizu              | 6:1, 6:4         |